# Elektrociepłownia Gazowa Siedlce
Elektrociepłownia Gazowa Siedlce – elektrociepłownia gazowa zlokalizowana w Siedlcach w województwie mazowieckim, należąca do Przedsiębiorstwa Energetycznego w Siedlcach Sp. z o.o.

## Historia
W 1997 r. powstała spółka z o.o. Energia Siedlce, której zadaniem było wybudowanie elektrociepłowni na paliwo gazowe. Elektrociepłownię uruchomiono 10 maja 2002 r.. 31 października 2002 r. spółkę przejęło Przedsiębiorstwo Energetyczne w Siedlcach Sp. z o.o w ramach planowanego rozszerzenia zakresu działalności o produkcję i dystrybucję energii elektrycznej.  

## Parametry
- Typ obiektu: Komin
- Wysokość posadowienia podpory anteny: 155 m n.p.m.
- Właściciel/Użytkownik obiektu: Przedsiębiorstwo Energetyczne w Siedlcach Sp. z o.o.
- Mocy elektrycznej 14,6 MW

### Programyradiowe
| Częstotliwość | Program | Nadawca            | Moc nadawania (ERP) | RDS |
| ------------- | ------- | ------------------ | ------------------- | --- |
| 91,3 MHz      | Vox FM  | Grupa Radiowa Time | 0,10 kW             | +   |